# Day of the Saxons
Day of the Saxons è l'unica pubblicazione del gruppo musicale heavy metal canadese Witchkiller, edita nel 1984.
| Recensione | Giudizio |
| ---------- | -------- |
| AllMusic   | [ 5 ]    |

Registrato nel 1983, dopo che la band aveva inciso un paio di demo, è uscito il 28 febbraio dell'anno successivo, pubblicato in vinile dalla Metal Blade Records. In Europa è stato pubblicato dalla Steamhammer, che, nel 1988, ne ha fornito anche una versione su unico CD insieme all'EP Marshall Law degli Obsession. Nel 1998 è stato ristampato in CD dalla Metal Blade.

## Tracce
Lato A
1. Day Of The Saxons – 3:23
2. Riders Of Doom – 5:50

Lato B
1. Cry Wolf – 2:32
2. Beg For Mercy – 2:39
3. Penance For Past Sins – 3:40

## Formazione
- Douglas Lang Adams - voce
- Kurt Phillips - chitarra
- Todd Pilon - basso
- Steve Batky - batteria